# كلية جولدسميث (جامعة لندن)
كلية جولدسميث، جامعة لندن (بالإنجليزية: Goldsmiths, University of London)‏ هي إحدى الكليات التابعة لجامعة لندن الواقعة في منطقة نيو كروس في العاصمة البريطانية لندن. وهي من الكليات القليلة المختصة بالتدريس والبحث العلمي في المجالات الإبداعية والثقافية والإدراكية. وقد تأسست الكلية في العام 1891 كمؤسسة تقنية تابعة لإحدى الشركات ومن ثم أصبحت كلية جامعية تابعة لجامعة لندن في العام 1904 ليصبح اسمها كلية جولدسميث، بالرغم من أن الاسم لم يعد يحتوي على كلمة (كلية) في اللغة الإنجليزية وذلك منذ العام 2006 خاصة عند ذكر الجامعة في وسائل الإعلام أو في الحملات الدعائية، إلا أن اسم الكلية الرسمي والقانوني يحتوي على كلمة (كلية) ليكون باللغة الإنجليزية (Goldsmiths' College).

## تاريخ الكلية
قامت إحدى الشركات المشهورة في لندن وتدعي (Worshipful Companu of Goldsmiths) بإنشاء مؤسسة جولدسميث للأعمال التقنية والفنية في العام 1891 والتي كان الهدف منها صقل المهارات التقنية وزيادة الوعي والمعرفة بين الرجال والنساء العاملين في المصانع والورش الفنية في لندن.
وقامت جامعة لندن في العام 1904 بالاستحواذ على هذه المؤسسة لتصبح كلية جولدسميث، وأضافت إليه المزيد من المباني في العام 1907.
تعرضت مباني الكلية للقصف أثناء الحرب العالمية الثانية وتم ترميم المباني في العام 1947. وشهدت الكلية في الستينيات من القرن العشرين توسعاً كبيراً وتم إقامة العديد من المباني لاستيعاب الأعداد المتزايدة من الطلبة بالإضافة إلى تملك بعض المباني التاريخية القديمة. وأصبحت الكلية في العام 1988 من الكليات المتكاملة التابعة لجامعة لندن وحازت على الميثاق الملكي في العام 1990.
وتقع الجامعة في منطقة نيو كروس، وهي إحدى المناطق ذات الكثافة السكانية المرتفعة في جنوب شرق لندن. أما المبنى الرئيسي للكلية وهو مبنى ريتشرد هوجرت فقد تأسس كمدرسة في العام 1844، وهنالك العديد من المباني الأخرى الحديثة التي أقامتها الجامعة لتوسيع الحرم الجامعي واستيعاب الأعداد المتزايدة من الطلبة ومن أهمها مبنى رثرفورد الذي تم افتتاحه في العام 1997 ومبنى بين بيملوت والذي تم إنشاؤه في العام 2005.

## البحث العلمي والتدريس
تتمتع الكلية بسمعة عالمية عريقة في مجالات الدراسات الإبداعية والثقافية، وهنالك العديد من الأسماء المشهورة في مجال الفنون التشكيلية من كلية جولدسميث. ويعد قسم الفنون في الكلية أحد أكثر المؤسسات الفنية أهمية في بريطانيا. وهي عضو في مجموعة 1994 للجامعات البحثية. وتتميز الكلية بقسم علم الاجتماع الذي أسهم إسهامات كبيرة هذا المجال في بريطانيا، حيث يعمل في هذا القسم العديد من أهم علماء الاجتماع منهم بول جيلروي ونيكولاس روز وجيفري ألكساندر الذين يدرسون في القسم منذ سنوات عديدة.
ولقد أسهمت وحدة أبحاث تكنولوجيا التعليم في الكلية في إلقاء الضوء على الارتباط الوثيق بين التصميم والتكنولوجيا والعملية التعليمية في المدارس، وكيفية تشجيع الطلبة على التفاعل الإبداعي في البيئية التعليمية لتحسين العالم الخارجي، ومساعدة المعلمين على تشجيع هذه العملية.
وهنالك العديد من الأكاديميين المرموقين في قسم الإعلام والاتصالات في الكلية منهم جيمس كوران، وسكوت لاش، وسارة أحمد، وجون هوتنيك وغيرهم من الشخصيات المعروفة في مجال الدراسات الثقافية والإعلامية.

## وصلات خارجية
- الموقع الرسمي للكلية